# الندال (دلاور)
الندال، دلاور (به انگلیسی: Ellendale, Delaware) یک سکونتگاه مسکونی در ایالات متحده آمریکا با جمعیت ۳۸۱ نفر است که در دلاویر واقع شده‌است.